# Arañuel
Arañuel es un municipio español situado en el oeste de la provincia de Castellón, en la Comunidad Valenciana, España. Pertenece a la comarca del Alto Mijares y se trata de un municipio hispanófono, en el que el español cuenta con el predominio lingüístico reconocido legalmente.

## Geografía
La localidad está a orillas del río Mijares, con cuyas aguas se abastecen los regadíos adyacentes a la localidad. El 80% del término se compone de monte alto, distribuido en las partes altas, llegando incluso a rodear las casas de localidad. En su mayor parte se trata de pino carrasco, encontrándose en cotas a partir de 800 m s. n. m., con pino negral, así como carrascas, abetos y diversidad de flora mediterránea. También nos encontramos con el bosque de ribera durante el transcurso que el río Mijares realiza por el término municipal, y en menor medida, debido a su irregular caudal, el Barranco de Palos, afluente que se une al Mijares.
El clima predominante es el mediterráneo, con veranos calurosos e inviernos fríos.
Desde Castellón de la Plana se accede a esta localidad a través de la CV-20.

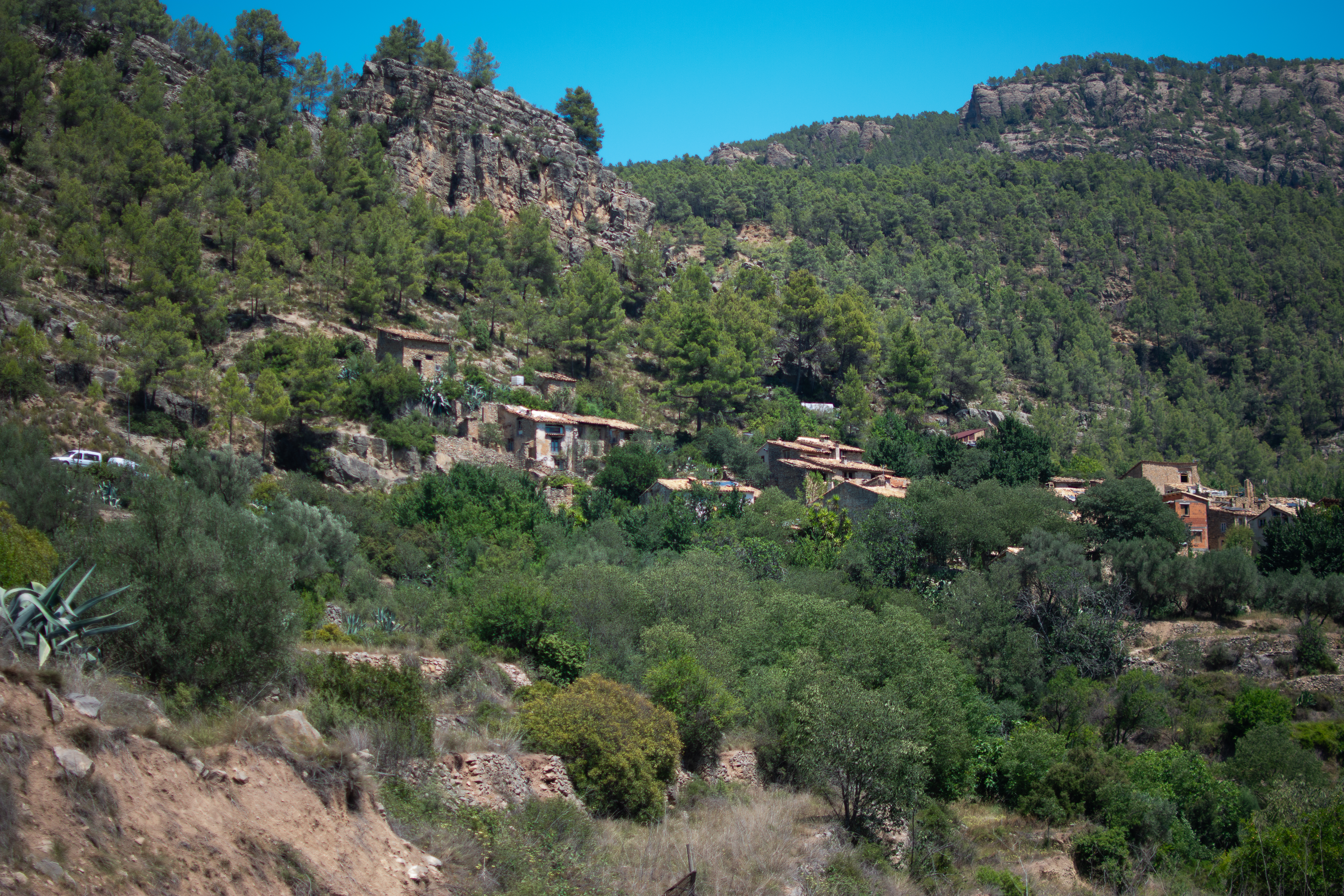
La Artejuela

### Barrios y pedanías
En el término municipal de Arañuel se encuentra también el núcleo de población de La Artejuela, así como las masías de El Plano de Arriba, el Plano de Abajo y Fuentes del Plano.
También se encuentra la Masía de la Porquera, situada en el barranco homónimo.
Los Catalanes, son otra de las masías dentro del término.

## Localidades limítrofes
Cirat, Cortes de Arenoso, Montanejos, Ludiente, y Zucaina todas de la provincia de Castellón.

## Historia
La fundación de Arañuel es de época musulmana y estuvo poblada desde el año 786 de la era Cristiana, aunque existieron vestigios de ocupación humana en la época Ibérica, pero totalmente diseminados.
Fue conquistada por el rey Jaime I, el cual mantuvo  la población musulmana y cedió el señorío a la familia Vallterra. En el momento de la expulsión de los moriscos esta población tenía alrededor de 400 habitantes. Con el tiempo pasó a formar parte del señorío del conde de Villanueva.
Este municipio ha ido perdiendo población como consecuencia de la emigración a partir del siglo XIX hasta la actualidad.

## Administración
| Periodo   | Nombre                          | Partido      |
| --------- | ------------------------------- | ------------ |
| 1979-1983 | Salustiano Collado Fornas       | UCD          |
| 1983-1987 | Salustiano Collado Fornas       | AP-PDP-UL-UV |
| 1987-1991 | Antonio José Santágueda Solsona | PP           |
| 1991-1995 | Justo Palomares Morte           | PP           |
| 1995-1999 | Justo Palomares Morte           | PP           |
| 1999-2003 | Justo Palomares Morte           | PP           |
| 2003-2007 | Justo Palomares Morte           | PP           |
| 2007-2011 | Justo Palomares Morte           | PP           |
| 2011-2015 | Justo Palomares Morte           | PP           |
| 2015-2019 | Justo Palomares Morte           | PP           |
| 2019-2023 | Justo Palomares Morte           | PP           |
| 2023-act. | Roser Gimeno                    | PSOE         |

## Demografía
Arañuel cuenta con una población de 159 habitantes (INE 2024).
| Gráfica de evolución demográfica de Arañuel entre 1842 y 2021                                                       |
| |
| Población de derecho según los censos de población del INE Población de hecho según los censos de población del INE |

| 1990 | 1992 | 1994 | 1996 | 1998 | 2000 | 2002 | 2004 | 2005 | 2007 | 2008 | 2019 | 2021 | 2022 |
| ---- | ---- | ---- | ---- | ---- | ---- | ---- | ---- | ---- | ---- | ---- | ---- | ---- | ---- |
| 125  | 196  | 122  | 133  | 142  | 181  | 195  | 191  | 199  | 195  | 210  | 150  | 152  | 162  |

## Economía

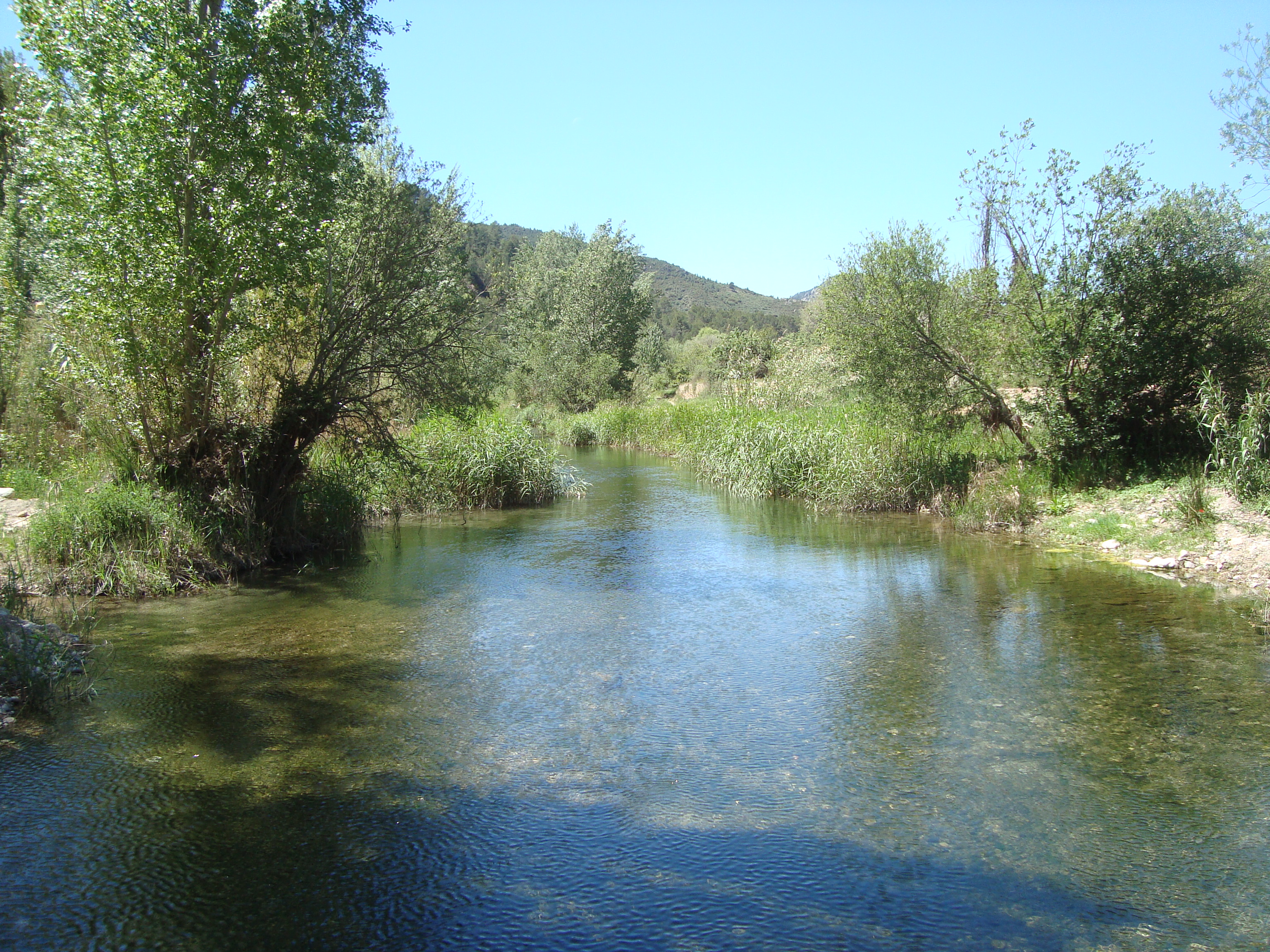
Rio Mijares a su paso por Arañuel.

La economía se articula en torno a dos áreas bien diferenciadas: La primera es la agricultura, de tipo familiar, centrada en el minifundio.
Por un lado la huerta, situada en los alrededores del pueblo, compuesta por productos hortofrutícolas, como los perales, que hasta hace bien poco era el frutal predominante en que se centraba la agricultura, manzanas y albaricoques, y las hortalizas.
Por otro lado, el secano, con cultivos de almendros, olivos y vid.
Destaca también la extracción maderera y el "turismo rural" de tipo familiar.

## Monumentos

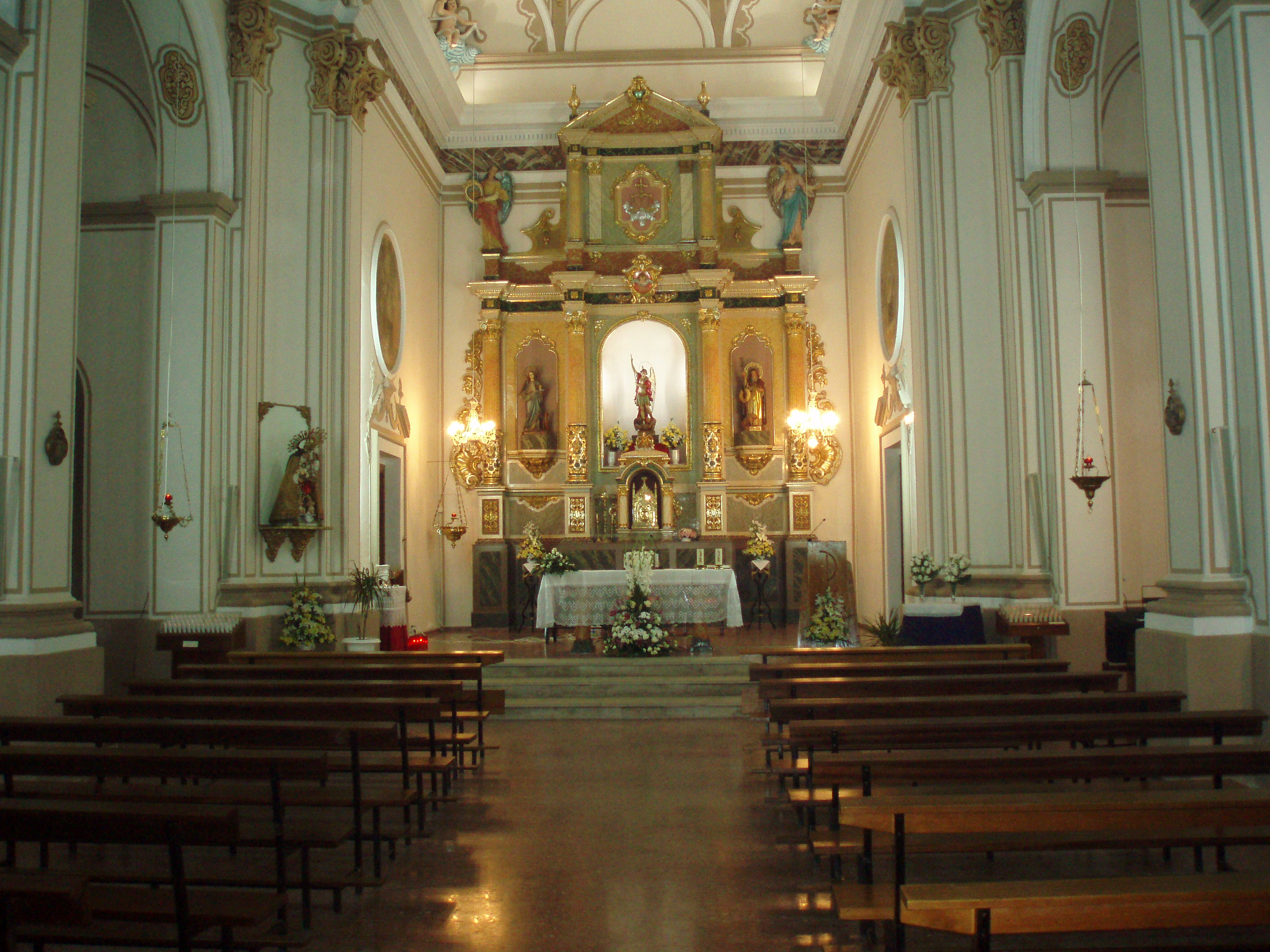
Interior de la iglesia de San Miguel Arcángel

### Monumentos religiosos

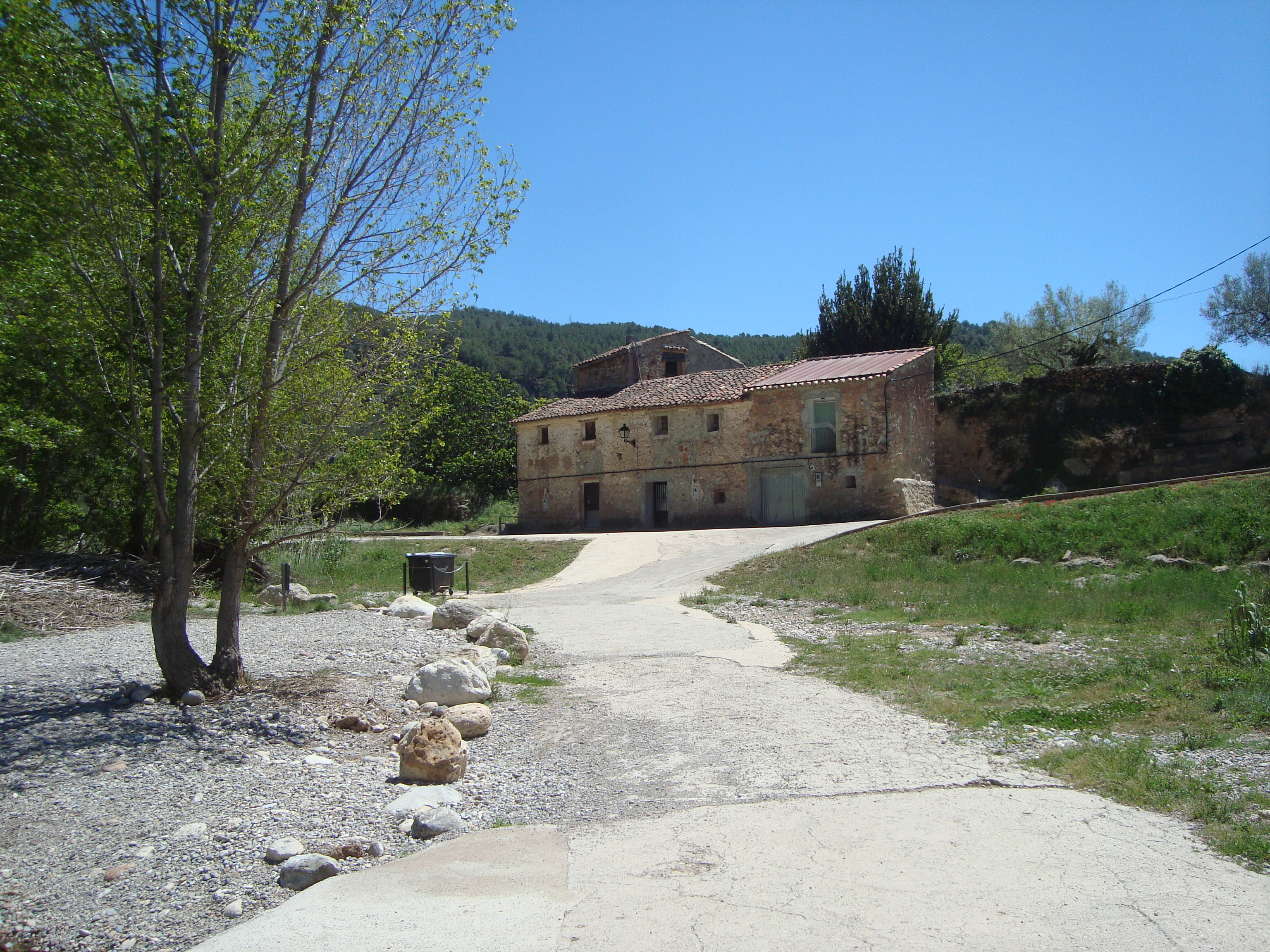
Molino Zarzoso (Arañuel).

- Iglesia Parroquial de San Miguel. Dedicada a San Miguel Arcángel.
- Ermita de San Roque. Edificio de interés arquitectónicoLavaderos (Arañuel).Molino Zarzoso (Arañuel).

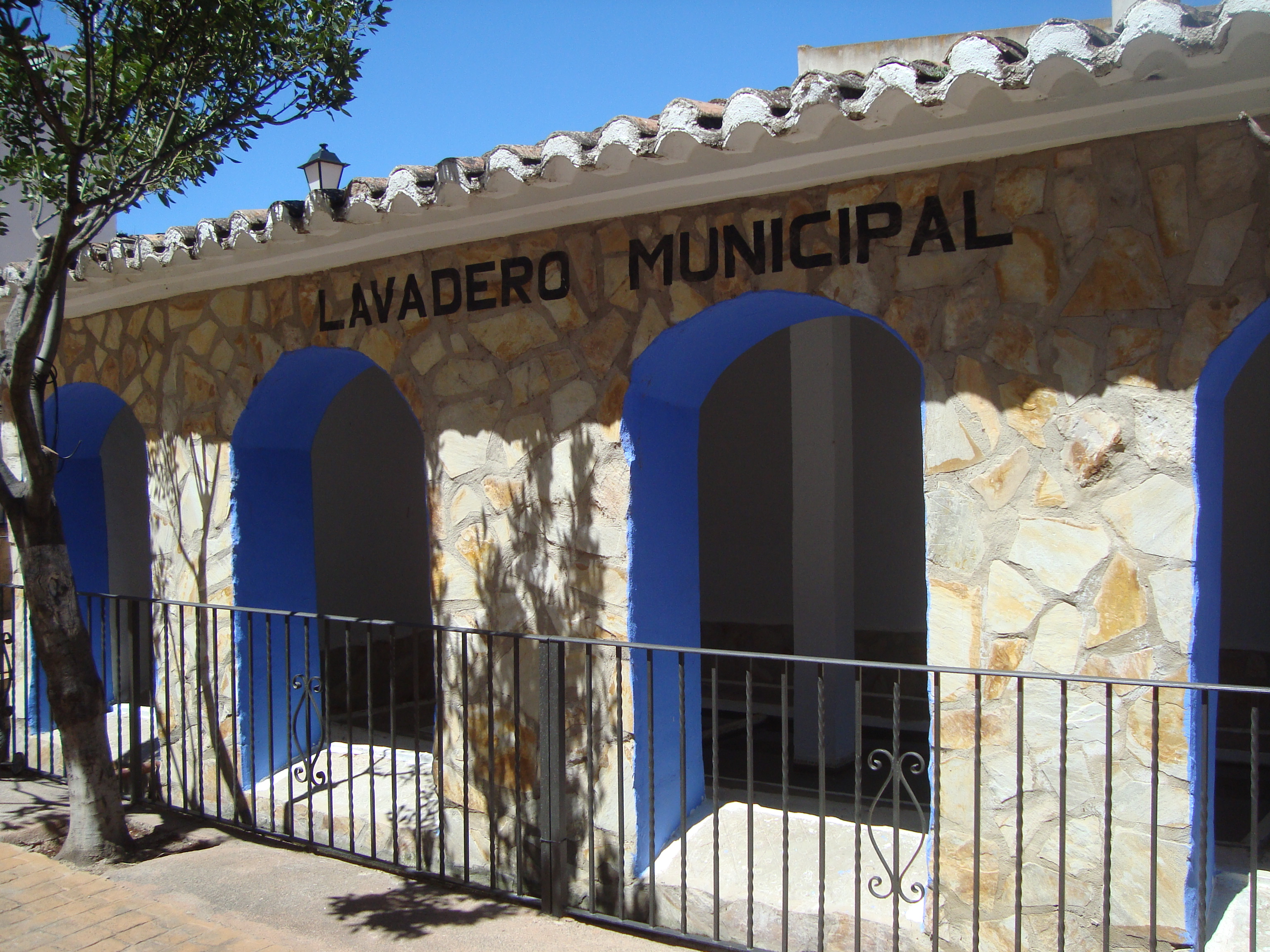
Lavaderos (Arañuel).

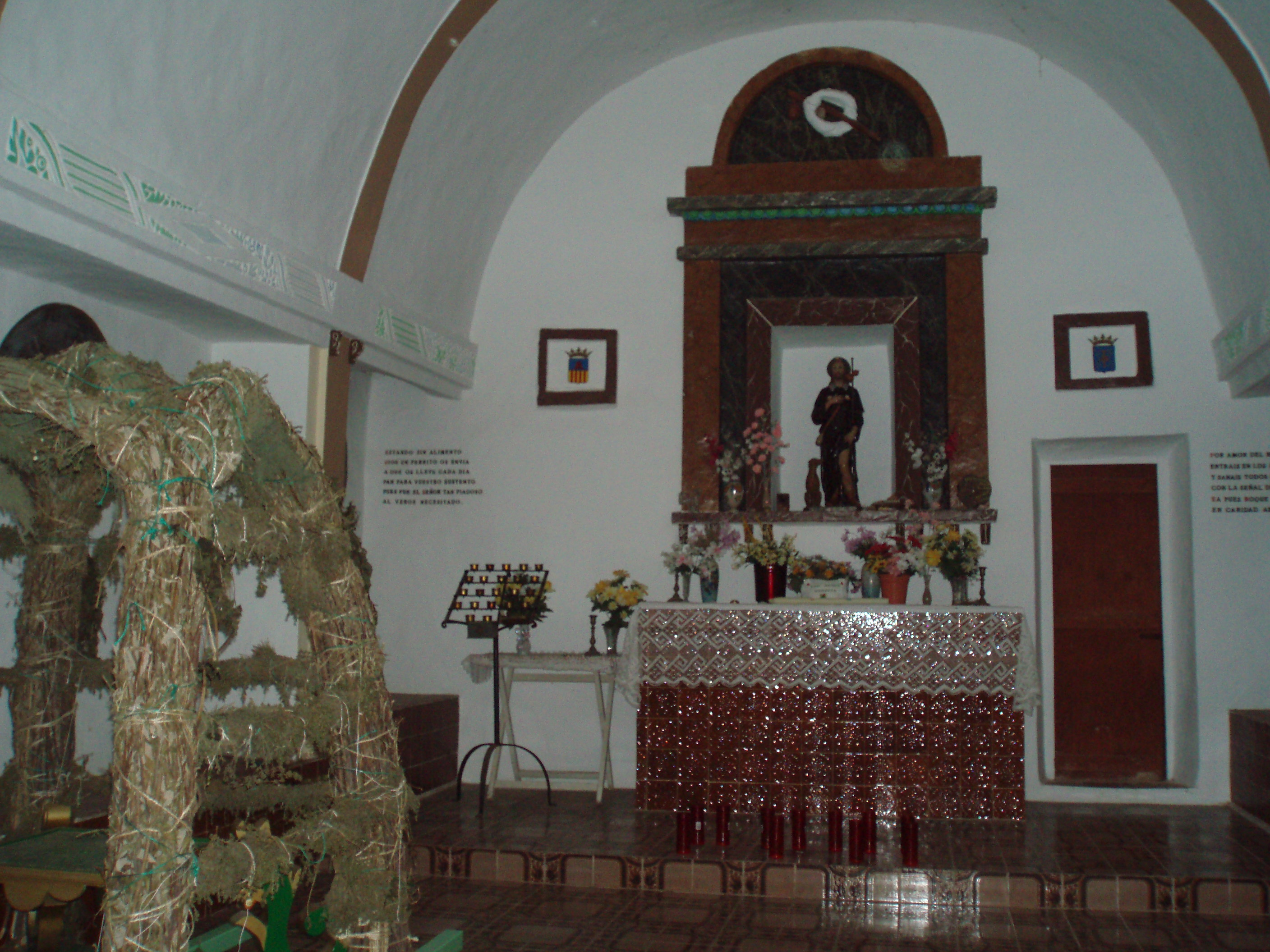
Ermita de San Roque

### Monumentos civiles
- Lavadero Público: Lavadero municipal con acequia anexa.
- Molino Zarzoso: Antiguo molino situado al lado del río.
- Almazara y Lavadero Artejuela: Conjunto arquitectónico-histórico en ruinas.
- Escuela Artejuela: Edificio rehabilitado.
- Ayuntamiento: Edificio de interés arquitectónico.Plaza Mayor (Arañuel).

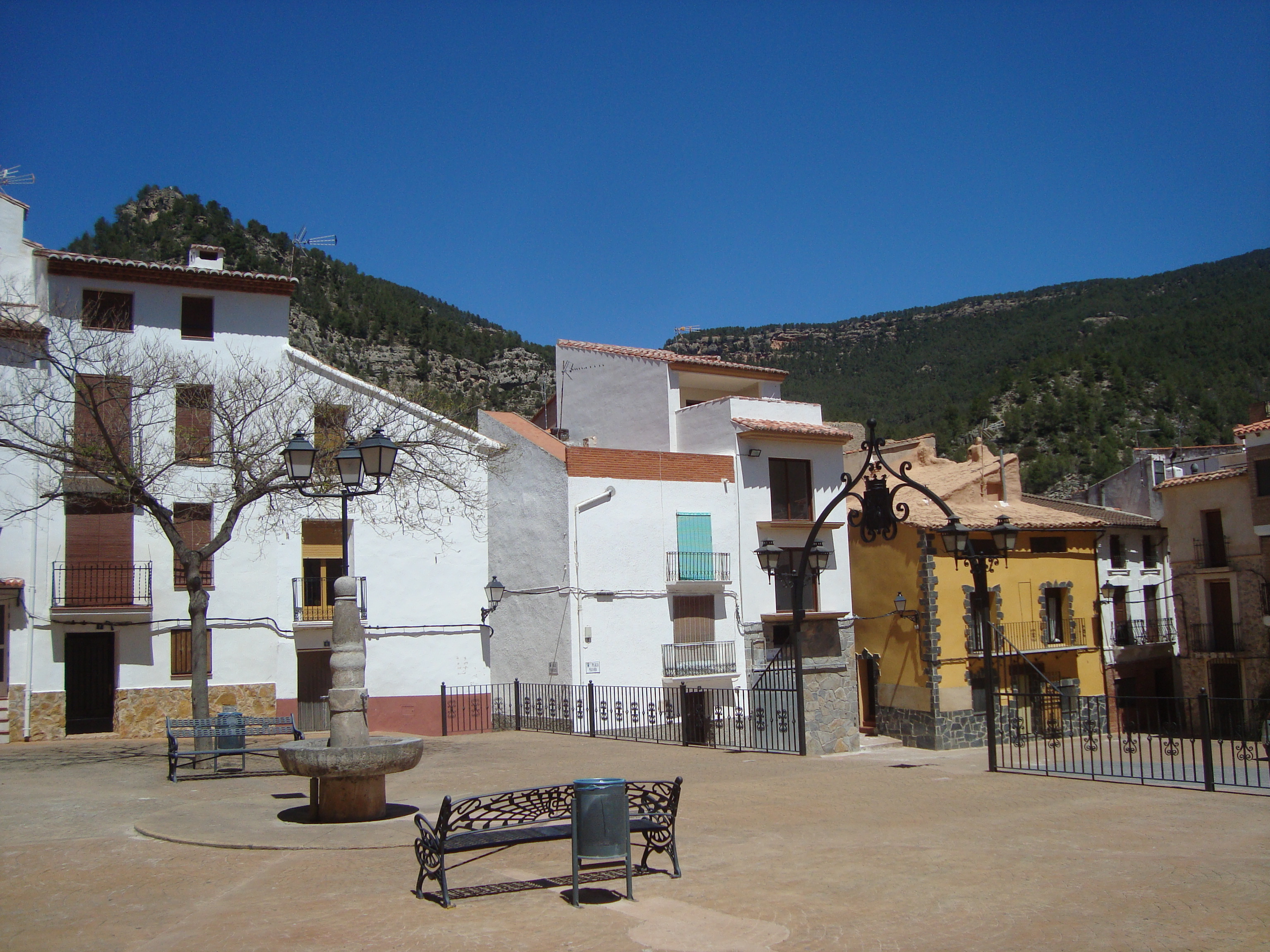
Plaza Mayor (Arañuel).

## Fiestas
- San Antonio. Se celebra en enero, el fin de semana siguiente a la fiesta, con hoguera y bendición de animales. También se reparten los típicos rollos de San Antón y el sábado se celebra la "Subasta " de los donativos de los vecinos.
- Santa Quiteria. Se celebra el 22 de mayo, con bailes regionales y Comida para los Jubilados.
- Fiestas de la Virgen de agosto y romería de San Roque. 15 y 16 de agosto. Procesión de la Virgen por el pueblo. La fiesta en honor de san Roque consta de dos partes: la bajada a las 12 del mediodía en la que se le da la bienvenida al santo procedente de la ermita y la subida a la ermita en romería en la que los participantes cogen al final de la misma las hortalizas y las hierbas aromáticas que engalanan las andas del santo.

Las fiestas se prolongan durante una semana con festejos taurinos, baile , actuaciones y cenas en la plaza del Pueblo.
- Fiestas Patronales. En honor de San Miguel Arcángel se celebran en la última semana de septiembre. Con celebración de festejos taurinos y bailes.
- San Isidro. En honor a San Isidro Labrador, se celebran durante el fin de semana del 15 de mayo con actos taurinos, religiosos y baile.

- La Purísima. En honor a la Inmaculada Concepción durante el puente del 6, 7 y 8 de diciembre se compone de actos taurinos como el toro embolado, la suelta de vaquillas o la prueba de un toro cerril, con baile por la noche y feria de artesanos.

## Gastronomía

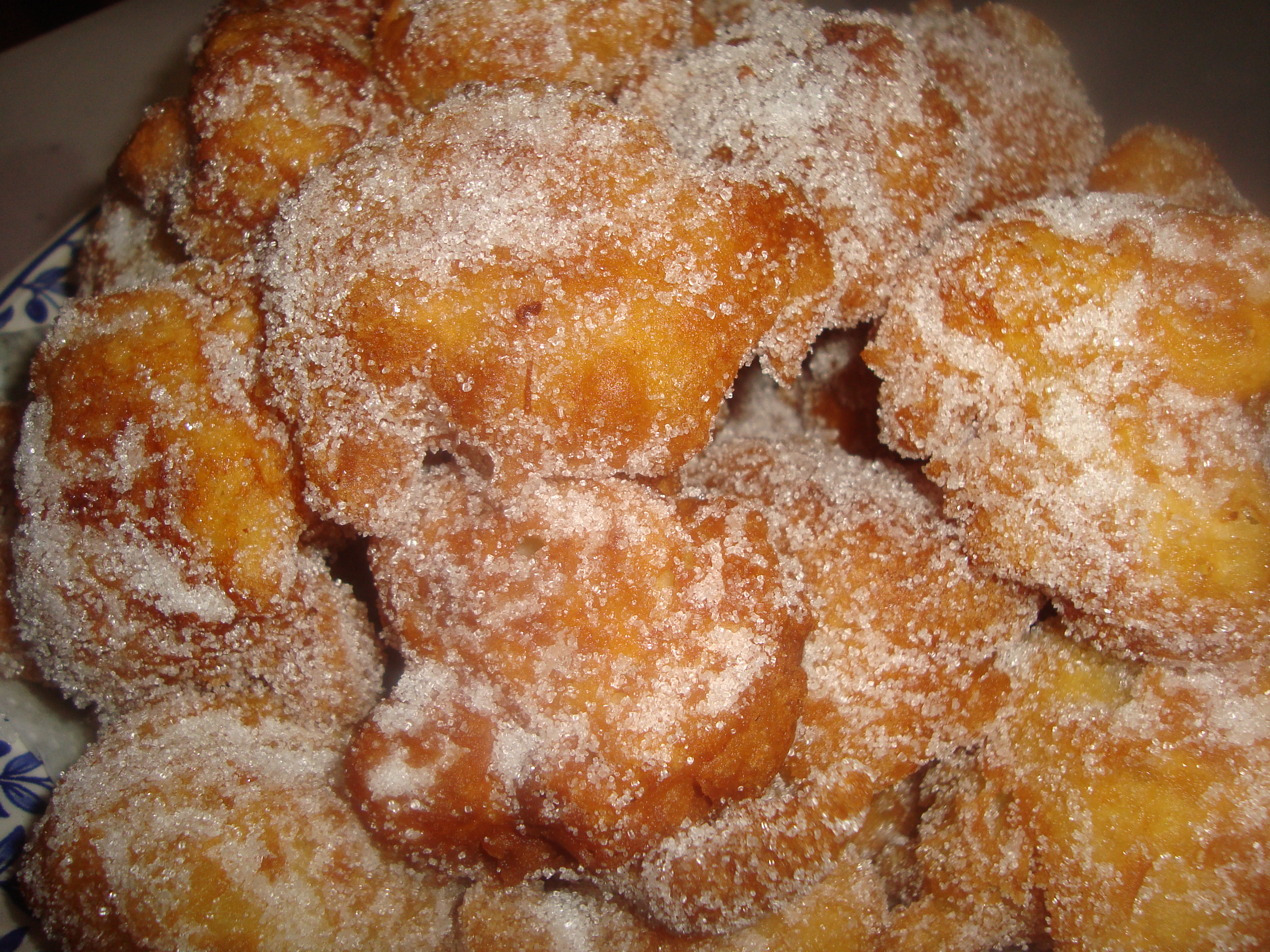
Higos albardaos.

De la gastronomía de Arañuel destacan: la "Olla de pueblo", a base de cardos, las patatas, los garbanzos remojados, las acelgas y la morcilla; el "guiso de carne de toro", realizado con la carne del toro de las fiestas; las "gachas" con harina de maíz y agua como base, a las cuales se añade luego trocitos de cerdo fritos como la panceta, el hígado, el magro. De la repostería sobresale la torta "Caridad", que se reparte en el día de San Antonio y los "buñuelos e higos albardados", típicos de Nochebuena.

## Lugares de interés
- Fuente Manzano. En la pedanía del Plano de Arriba, a 7 km del casco municipal.
- Fuente Seguer. Junto a la carretera CV-20. a 500 metros de la población, dispone de merendero y mesas de piedra.
- Fuente El Señor. Junto a la carretera de Zucaina, por un pequeño entrador, a 4 km de la población.
- Piscinas naturales del río Mijares. Son tres las más próximas a la población, a unos 150, 200 y 300 metros de distancia del casco urbano, la del Puente, la del Pozo y la de "los chorros" o "los caños".
- Hay otras fuentes, o antiguos abrevaderos para animales, en la pista que va desde el casco urbano hasta la pedanía del Plano de Arriba, son la  del Lentisco  y la  del Cura.
- Fuente la Pechina, se encuentra al lado de la zona de baño del Puente, donde también se encuentra una zona deportiva con pistas de fútbol sala y Frontenis.
- Fuente la Porquera, se encuentra a unos 2 km de la población por un sendero abierto recientemente por las brigadas municipales.
- La fuente del Magraile, que se encuentra a unos 5 km de la población, cerca de la masía, ya abandonada, del mismo nombre, puede visitarse a través de una senda.
- Existen otras muchas fuentes como son las del  Magraile, la Guerrilla, de la Hoya.
- Otros lugares de interés son: el mirador de Santa Bárbara ( "Pilonico" ), y las nuevas sendas abiertas para acceder a la fuente del manzano (SL-CV 95) y a la fuente del Magraile (SL-CV 96), el Plano... etc.
- También son atractivas las vistas desde la pedanía de  "Los Catalanes" , antigua pedanía, actualmente en ruinas, pero con gran valor paisajístico. Así mismo, existe una senda que comunica con la población vecina de Cirat, recuperada recientemente, por el trazado del Antiguo Camino a Segorbe, hasta el Rosaire.